# Alte Mainbrücke Zellingen
Die Alte Mainbrücke Zellingen ist eine Gehweg- und Fahrradbrücke, die zwischen Zellingen und Retzbach in Unterfranken bei Flusskilometer 235,41 den Main überspannt. Das Bauwerk besitzt einen Fahrstreifen.

## Geschichte

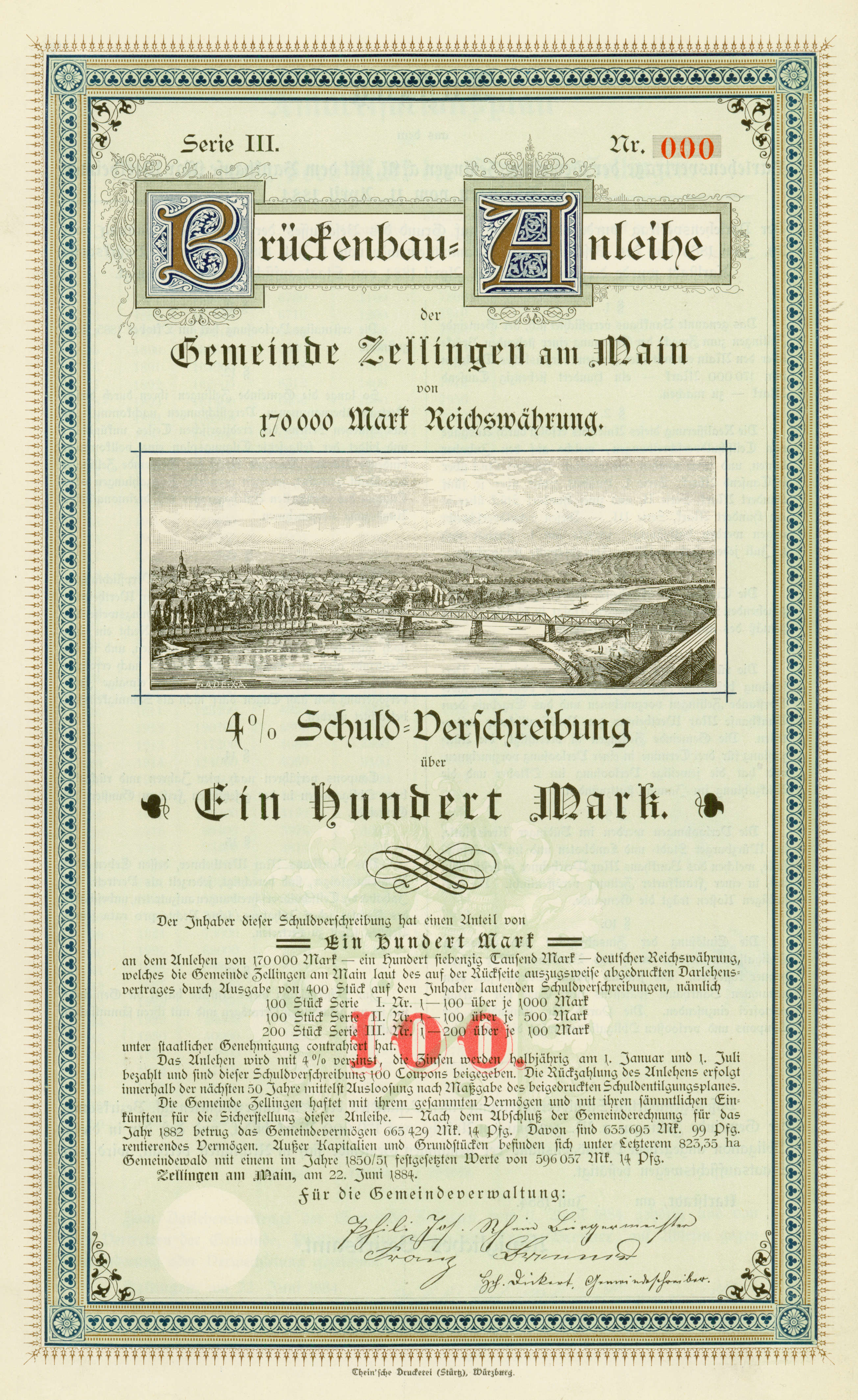
Brückenbau-Anleihe der Gemeinde Zellingen am Main vom 22. Juni 1884

Für den Schnittpunkt von links- und rechtsmainischen Verkehrswegen gab es im 19. Jahrhundert zwischen Zellingen und Retzbach eine Mainfähre. Die setzte in den 1880er Jahren unter anderem 170.000 Personen und 5.500 Fuhrwerke jährlich über. Insbesondere der Bahnhof Retzbach an der 1854 eröffneten Main-Spessart-Bahn sorgte für einen starken Verkehrszuwachs. Für den Bau eines festen und somit witterungsunabhängigen Mainübergangs mit 266.000 Mark Kosten stimmte die Zellinger Gemeindeverwaltung erstmals im Jahr 1877. Das königliche Bezirksamt in Karlstadt verweigerte aber die Genehmigung des Bauvorhabens, da es die Finanzierung als nicht gesichert ansah. 1880 folgte die Bildung eines Brückenbaukomitees und 1881 bestätigte die Gemeindeverwaltung wieder mit einer Abstimmung den Bau einer Mainbrücke. Den erneuten Antrag akzeptierte das Bezirksamt im Oktober 1883 und die königliche Regierung von Unterfranken genehmigte ihn noch im November desselben Jahres. Die Baukosten in Höhe von rund 206.000 Mark wurden durch ein Bankdarlehen in Höhe von 170.000 Mark, die Einnahmen aus einem Sonderholzhieb in Höhe von 30.000 Mark und einen staatlichen Zuschuss gedeckt. Das Darlehen sollte durch die Brückenzolleinnahmen bedient werden. Im Dezember 1883 wurde der Bauplatz abgesteckt und am 9. November 1884 folgte die Einweihung der Mainbrücke durch den Würzburger Dompfarrer Joseph von Schork.
Am 27. März 1945 sprengte die Wehrmacht die Mainbrücke. Dadurch wurden drei Überbauten zerstört. Der rund 390.000 Reichsmark teure Wiederaufbau war am 9. November 1947 abgeschlossen. In der Zeit war eine Fährverbindung als Ersatz eingerichtet worden. 1964 folgte die Übernahme der Brücke durch den Freistaat Bayern, der unter anderem Anfang der 1970er Jahre auf der Unterstromseite eine auskragende Gehwegkonstruktion anbauen ließ. Nach der Fertigstellung der neuen Mainbrücke Retzbach-Zellingen im Zuge des Baus der Zellinger Ortsumgehung im Jahr 1993 verminderte sich die Bedeutung der alten Mainbrücke für den Regionalverkehr.
Die Rückübertragung des Bauwerks an die Gemeinde erfolgte 1996. Im Jahr 2006 musste die Brücke aber wegen eines schlechten Bauzustandes für den Straßenverkehr gesperrt werden. Ein Ersatzneubau kam aufgrund der hohen Kosten für die Gemeinde nicht zur Ausführung. Umfangreiche Bauwerksuntersuchungen ergaben, dass durch eine Sanierung ein langfristiger Erhalt des Bauwerks möglich war.
Für rund vier Millionen Euro wurde die Brücke zwischen 2014 und 2015 als Gehweg- und Fahrradbrücke instand gesetzt. Dabei erfolgten unter anderem auch der Rückbau des außenliegenden Geh- und Radweges, die Anhebung der Brückenüberbauten um 80 Zentimeter und die Errichtung von Schutzbauwerken vor den Pfeilern und unterhalb der Fahrbahn gegen Schiffsanprall.

## Konstruktion

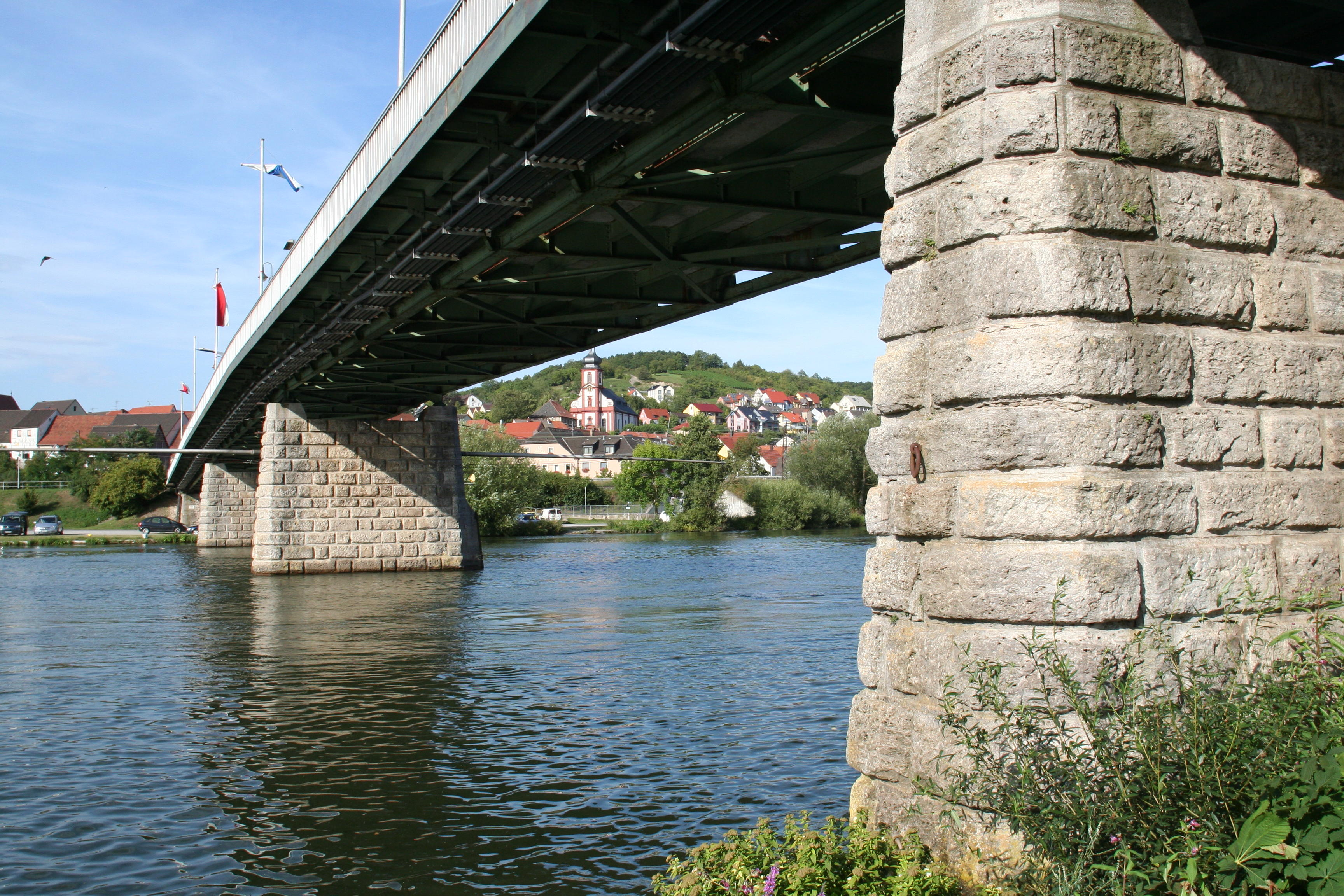
Brückenuntersicht (2009)

Die Mainbrücke ist eine stählerne Fachwerkbalkenkonstruktion mit parallelen Gurten in Trapezform, die oberhalb der Fahrbahn angeordnet sind. Sie besitzt vier Öffnungen mit Stützweiten von 43 m. In Längsrichtung besteht die 172 m lange Brücke aus vier Einfeldträgern. Die Fahrbahn ist 5,7 m breit. Der bis 2014 seitlich angeordnete Rad- und Gehweg war 1,5 m breit. Für den Schiffsverkehr beim höchsten schiffbaren Wasserstand beträgt die größte lichte Höhe 6,5 m.